# Sankt Mikaels kyrka, Södertälje
Sankt Mikaels kyrka (i skrift vanligtvis S:t Mikaels kyrka) är en kyrkobyggnad i stadsdelen Geneta i Västertälje i västra Södertälje i Södermanland. Kyrkan tillhör Södertälje församling (tidigare Västertälje församling) i Strängnäs stift.

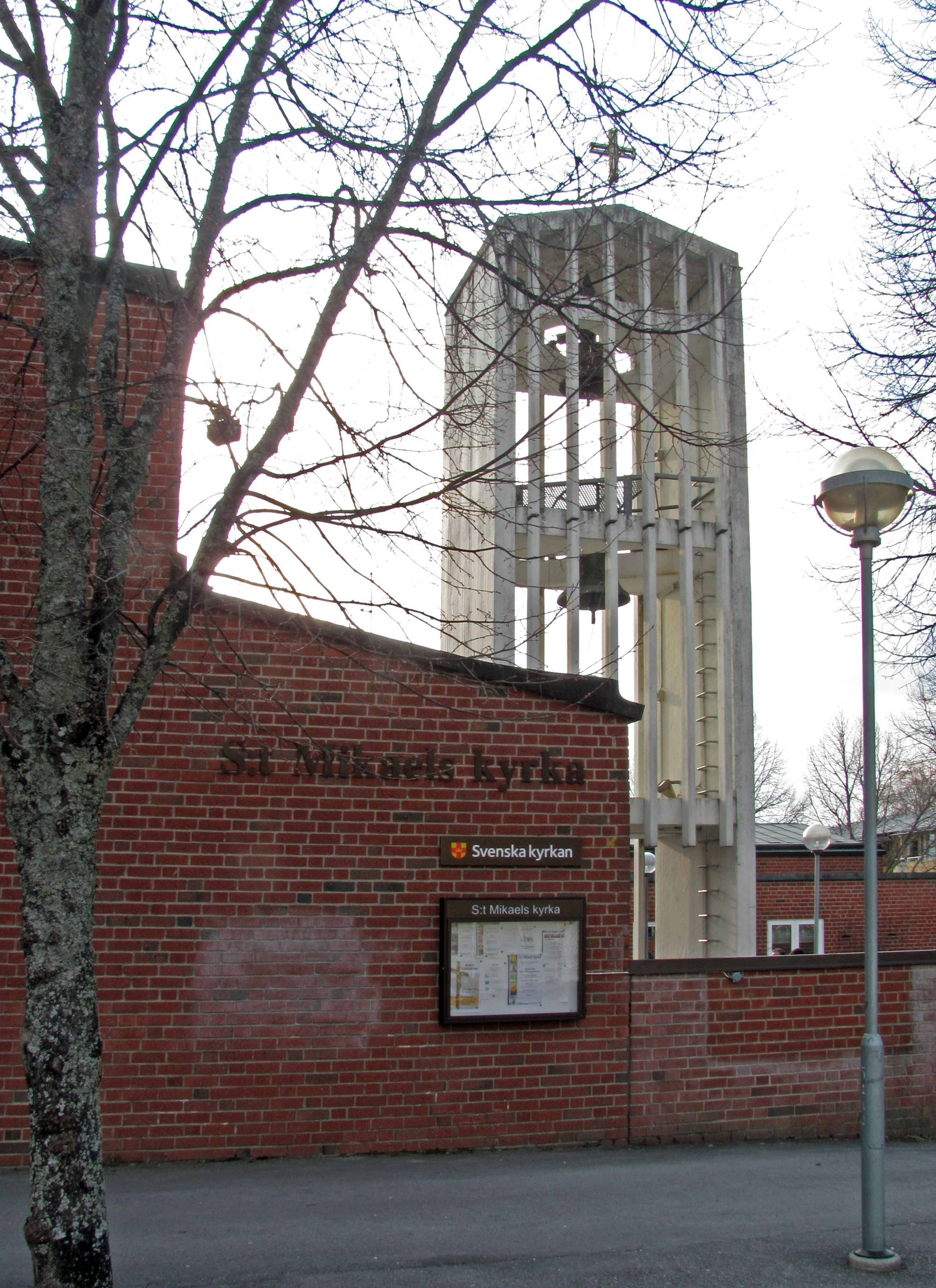
Klockstapeln

## Bakgrund
Kyrkan som är uppkallad efter Sankt Mikael är belägen i Genetas stadsdelscentrum. I Sankt Mikaels kyrka höll delar av Västertälje församling sin verksamhet. Bland annat flera olika körer för såväl unga som äldre. Den största delen av den före detta församlingens verksamhet finns dock idag i Lina kyrka i stadsdelen Lina hage i stadens nordligaste delar.

## Orgel
- Den nuvarande orgeln är byggd 1974 av Grönlunds Orgelbyggeri AB, Gammelstad och är en mekanisk orgel. Den har ett tonomfång på 56/30.

| Huvudverk I     | Bröstverk II      | Pedal            | Koppel |
| Gedackt 8´      | Gedackt 8´        | Subbas 16´       | I/P    |
| Principal 4´    | Rörflöjt 4´       | Gedacktpommer 4´ | II/P   |
| Spetsflöjt 4´   | Principal 2´      | Skalmeja 4'      | II/I   |
| Waldflöjt 2'    | Cymbel II chor    |                  |        |
| Mixtur III chor | Dulcian 8'        |                  |        |
|                 | Tremulant         |                  |        |
|                 | Crescendosvällare |                  |        |